# 格拉齊納海崖
格拉齊納海崖（英語：Grazyna Bluff），是南極洲的海崖，位於羅斯島，處於特克斯角東北面3公里，屬於特克斯角嶺的一部分，海拔高度約600米，現時由南極條約體系管理。